# Serrat de Bonet
El Serrat de Bonet és una muntanya de 779 metres que es troba al municipi d'Àger, a la comarca catalana de la Noguera.